# Prvenstvo Njemačke u softbolu
Prvenstvo Njemačke u softbolu.

## Popis
- 1981.: Munich Tigers
- 1982.:Munich Tigers
- 1983.:Munich Tigers
- 1984.:Bielefeld Peanuts
- 1985.:Bielefeld Peanuts
- 1986.:Bielefeld Peanuts
- 1987.:Bielefeld Peanuts
- 1988.:Bielefeld Peanuts
- 1989.:Bielefeld Peanuts
- 1990.:Bielefeld Peanuts
- 1991.:Bielefeld Peanuts
- 1992.:Bielefeld Peanuts
- 1993.:Bielefeld Peanuts
- 1994.:Bielefeld Peanuts
- 1995.:Hamburg Knights
- 1996.:Mannheim Tornados
- 1997.:Mannheim Tornados
- 1998.:Mannheim Tornados
- 1999.:Mannheim Tornados
- 2000.:Mannheim Tornados
- 2001.:Brauweiler Raging Abbots
- 2002.:Brauweiler Raging Abbots
- 2003.:Mannheim Tornados
- 2004.:Freising Grizzlies
- 2005.:Hamburg Knights
- 2006.:Mannheim Tornados
- 2007.:Mannheim Tornados